# Pflicht und Kür

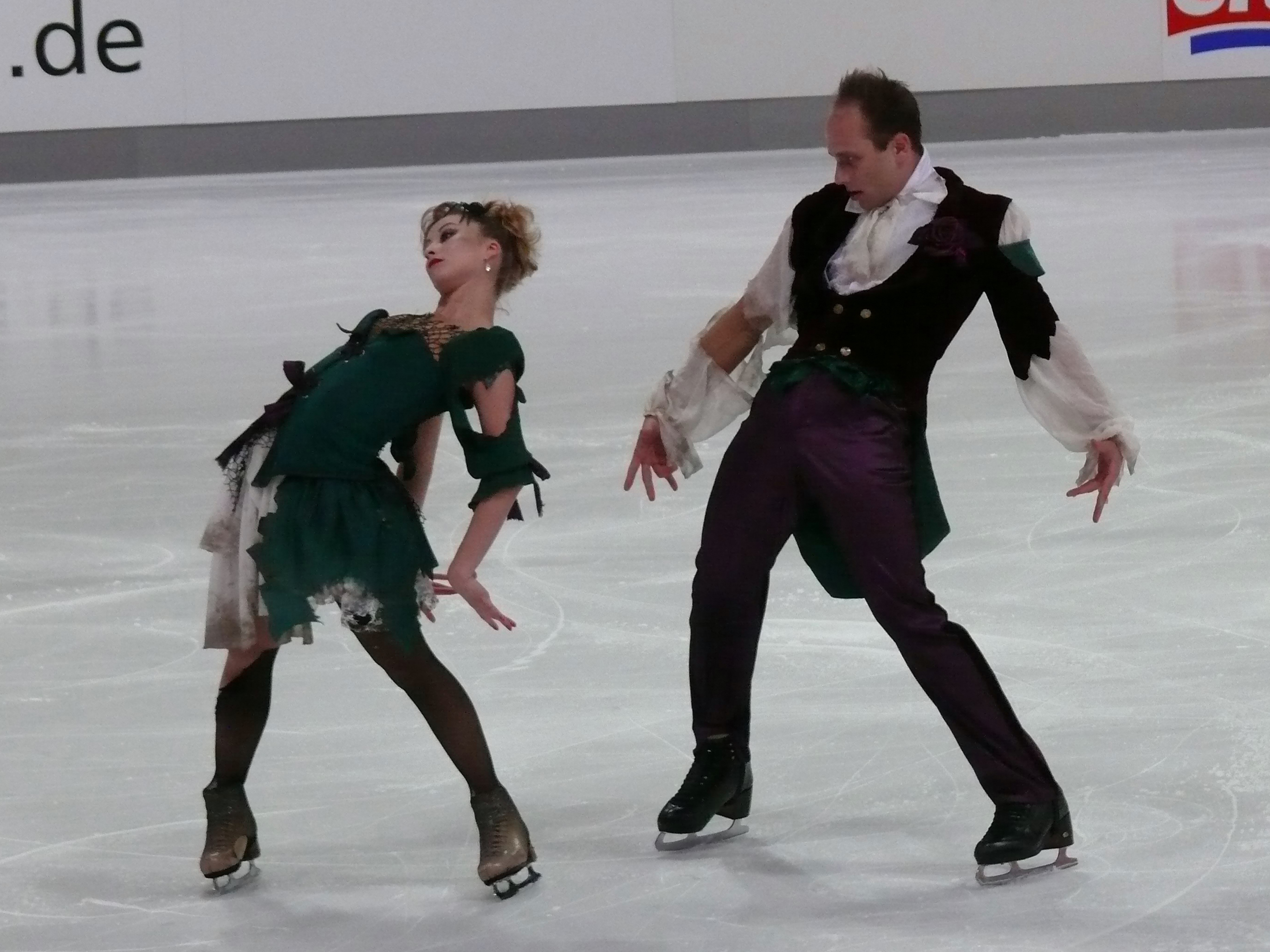
Das Eistanzpaar Nelli Schiganschina und Alexander Gazsi 2012 bei einer Kür.

Die Ausdrücke Pflicht und Kür bezeichnen bei einigen Wettkampfsportarten zwei unterschiedliche Typen von Übungen, die von den Kampfrichtern nach jeweils eigenen Kriterien bewertet werden.
Der Pflichtteil eines Wettbewerbs umfasst eine größere Zahl vorgeschriebener Elemente als der Kürteil, was es den Kampfrichtern erleichtert, die Leistung zweier Wettkämpfer direkt miteinander zu vergleichen.
Im Kürteil dagegen können die Sportler Bewegungsfolgen mehr oder weniger frei auswählen und zusammenstellen und ihrem individuellen Ermessen und Können anpassen; die Kampfrichter bewerten dann sowohl Schwierigkeitsgrade, Bewegungsabläufe und auch die fließende Durchführung mit Punkten. Teilweise wird auch von einer Idealpunktzahl ausgegangen, von der bei Fehlern in der Kür dann Abzüge erfolgen. Für die Kürübung in den einzelnen Sportarten gelten zeitliche Beschränkungen.

## Sportarten mit Pflicht und Kür (Auswahl)
- Bodenturnen. Die Bodenkür muss zwischen 50 und 70 Sekunden dauern.
- Sportaerobic
- Sportakrobatik
- Gerätturnen
- Trampolinturnen; hier wird nach einer ersten Kür bei Qualifikation für das Finale noch eine zweite Kür gesprungen.
- Eiskunstlauf. Im Eiskunstlauf heißt die früher bis 1991 übliche Pflicht nun Kurzkür oder Kurzprogramm. Im Eiskunstlauf war das Pflichtprogramm bis 1991, im Eistanz bis 2010 Wettkampfdisziplin. Siehe auch: Pflicht (Eiskunstlauf).
- Rollkunstlauf
- Voltigieren. Siehe auch: Pflicht- und Kürübungen beim Voltigieren.
- Dressurreiten
- Turmspringen
- Rhythmische Sportgymnastik